# Lisala
Lisala is een stad in Congo-Kinshasa en is de hoofdplaats van de provincie Mongala.
Lisala telt naar schatting 82.550 inwoners.

## Geografie
Lisala ligt op de rechteroever van de Congorivier, aan de nationale weg nr. 6, circa 1100 kilometer ten noordoosten van de hoofdstad Kinshasa. De afstand over de weg naar Kinshasa via Tshikapa bedraagt circa 2500 kilometer.
De stad beschikt over een klein vliegveld.

## Geschiedenis
In 1895 was Lisala deel van het district Bangala en werd er een militair instructiekamp gevestigd. In 1908 werd Lisala een van de sectorhoofdsteden van dit district. In 1911 werd de districtshoofdstad van Bangala bij koninklijk besluit overgeplaatst van Mankanza (Nieuw-Antwerpen) naar Lisala, met name vanwege het aanwezige wegennet. In 1932 werd Lisala de hoofdstad van het district Congo-Ubangi in de provincie Equateur. In 1955 werd Lisala aangewezen als de hoofdstad van het district Mongala, als gevolg van de opdeling van het district Congo-Ubangi.

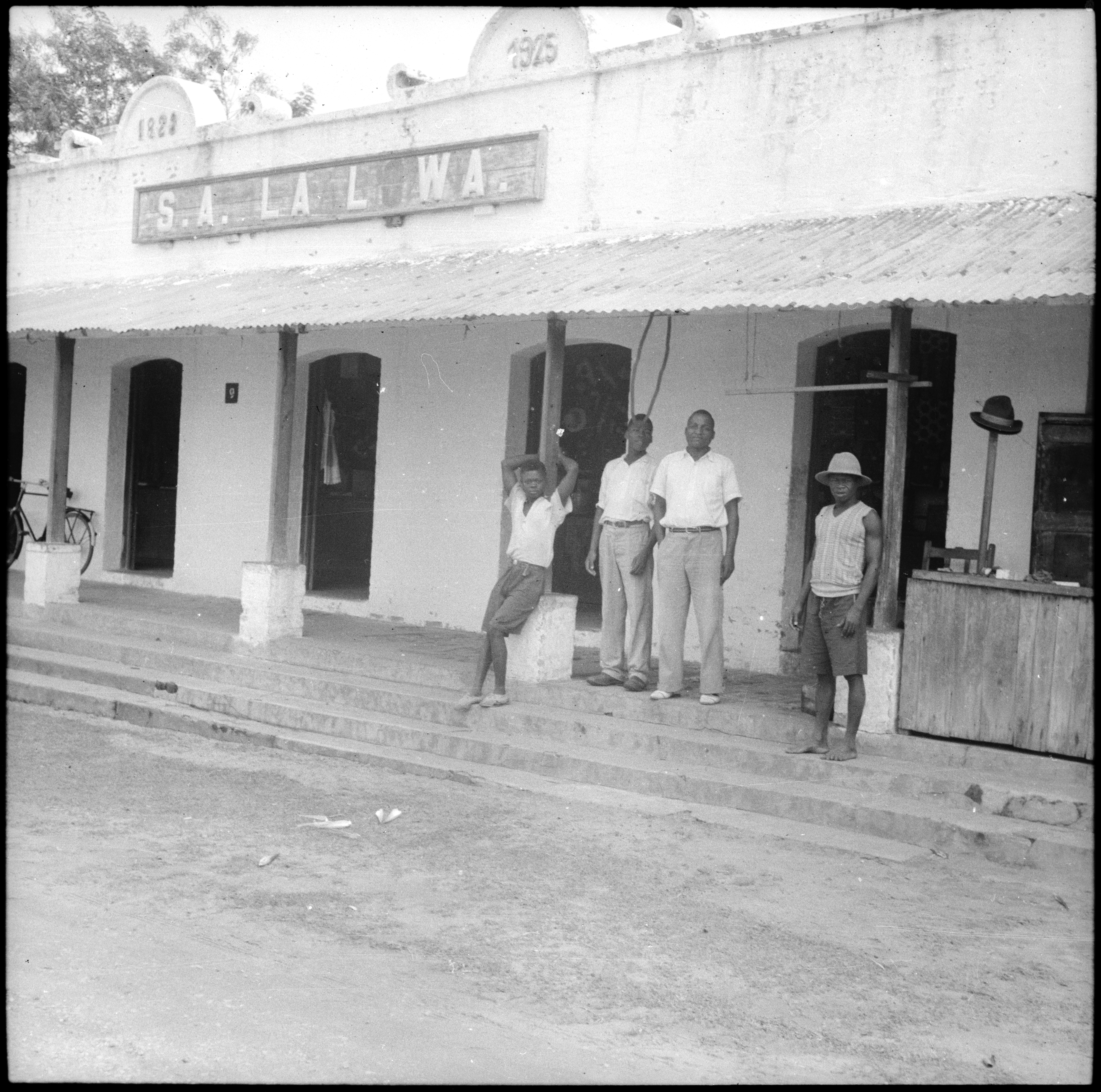
Straatbeeld (1941)

## Bevolking
De laatste volkstelling dateert van 1984, het aantal inwoners bedroeg toen 37.565. De jaarlijkse bevolkingstoename wordt geschat op 2,48%.
In 2004 bedroeg het aantal inwoners naar schatting 67.850 en in 2012 82.550.

## Bisdom
Lisala is zetel van het bisdom Lisala.

## Geboren
- Mobutu Sese Seko (1930-1997), voormalig president van Congo (destijds Zaïre)

## Overleden
- Johann Jakob David (1871-1908), Zwitsers ontdekkingsreiziger, bergbeklimmer, mijningenieur, zoöloog en publicist

Sankuru · Bas-Uele · Kongo Central · Kwango · Kwilu · Mai-Ndombe · Kinshasa · Kasaï · Lulua · Kasaï oriental · Lomami · Maniema · Zuid-Kivu · Noord-Kivu · Ituri · Haut-Uele · Tshopo · Noord-Ubangi · Mongala · Zuid-Ubangi · Evenaarsprovincie · Tshuapa · Tanganyika · Haut-Lomami · Lualaba · Haut-Katanga